# Jarkko Tuomala
Jarkko Sakari Tuomala (Kotka, 12 ottobre 1961) è un ex cestista finlandese.

## Carriera
Ha militato per oltre 20 anni nel KTP-Basket, con cui ha disputato 623 partite di stagione regolare e 108 di play-off. Vanta inoltre 72 presenze con la maglia della Finlandia.

## Palmarès
- Campionato finlandese: 4

KTP-Basket: 1987-88, 1990-91, 1992-93, 1993-94